# Museo de la Piel de Igualada
El Museo de la Piel de Igualada y Comarcal de Noya (en catalán y oficialmente Museu de la Pell d'Igualada i Comarcal de l'Anoia) fundado en el año 1954 es el primero en su especialidad en España y uno de los tres primeros existentes en Europa. Las colecciones están repartidas en dos edificios de Igualada: la fábrica de "Cal Boyer" y la antigua curtiduría de "Cal Granotes". Desde el año 1996 es una sección del Museo de la Ciencia y de la Técnica de Cataluña. Forma parte también de la Red de Museos Locales de la Diputación de Barcelona.
"Cal Boyer" es una antigua fábrica textil algodonera de finales del siglo XIX. Conserva dos naves y una chimenea, con columnas de hierro colado en la planta baja y celosías de madera en la superior. En este edificio se puede visitar el Museo de la Piel, donde dos ámbitos configuran un recorrido por el mundo del cuero: la piel en la historia, la producción, el uso y significado cultural de la piel en la civilización mediterránea, y un universo de piel que nos acerca a la diversidad de sus usos. También se puede visitar la sección El hombre y el agua que da una visión de diferentes aspectos del mundo del agua relacionados con nuestra sociedad.
"Cal Granotes" es una de las curtidurías más antiguas de Europa. Fue construida en el siglo XVIII y conserva las dos plantas típicas de una curtiduría: la ribera y la planta superior para tender. Actualmente muestra el antiguo sistema de curtir vegetalmente las pieles usado antes de la industrialización. 

## Orígenes del museo

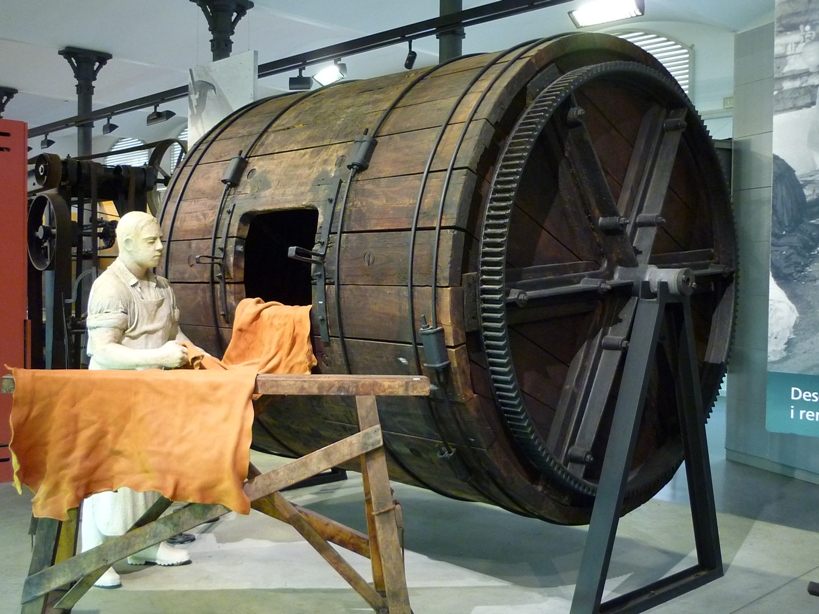
Bombo para curtido de pieles, Museo de la Piel de Igualada. Foto de Joan Grífols.

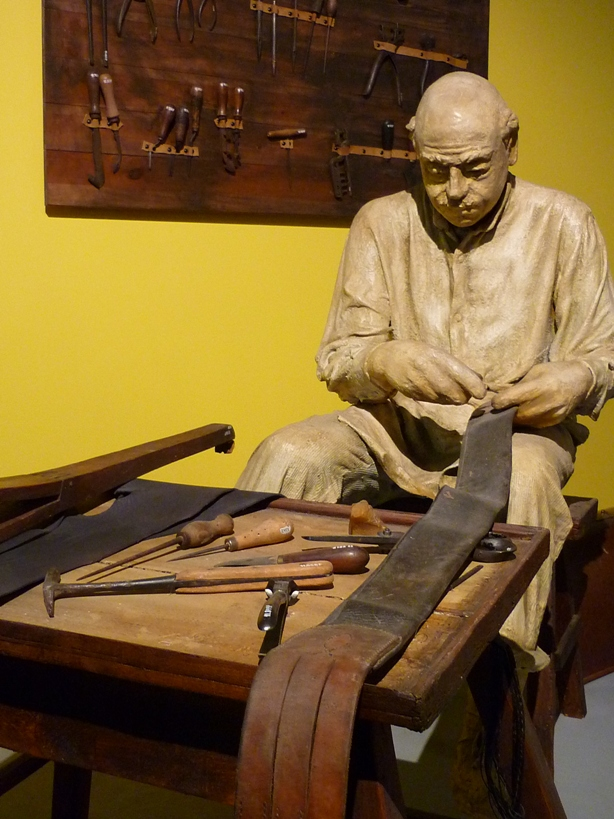
Herramientas para trabajar la piel. Museo de la Piel de Igualada. Foto de Joan Grífols.

El Centro de Estudios Comarcales de Igualada, fundado en el año 1947, impulsó la creación de una infraestructura museística para Igualada y su comarca de Noya. Fruto de esta actividad fue la inauguración del Museo de la Ciudad en el año 1949. Este museo se instaló en el Grupo Escolar García Fosses y las secciones o temáticas eran ciencias naturales, arqueología, arte antiguo y moderno, historia y folklore local y cartografía comarcal.
En 1954 se abrió al público el Museo monográfico de la Piel, único en la Península y tercero de Europa. Las salas textiles del Museo de la Ciudad se inauguraron en 1955, y contienen maquinaria industrial, materias y fibras textiles, miniaturas, dioramas y documentación técnica.
Finalmente, en 1982 se creó la Fundación Pública Municipal "Museo Comarcal de Noya", regida por un patronato autónomo presidido por el alcalde de Igualada.
El Pleno de la Junta de Museos de Cataluña, con fecha del 12 de enero de 1996, dio su conformidad para que el Museo Comarcal de Noya fuese declarado sección del Museo de la Ciencia y de la Técnica de Cataluña. En 1997 se produjo el cambio de denominación pasándose a llamar Museo de la Piel de Igualada y Comarcal de Noya.
Las temáticas desarrolladas por el conjunto del museo son, básicamente, tres. Las dos primeras quedan planteadas desde el punto de vista del patrimonio industrial y tecnológico. Son la piel y el agua. El tercer punto a tratar, y que todavía no está abierto al público, es una síntesis comarcal, breve recorrido histórico del medio humano y físico de la ciudad de Igualada y comarca, de ámbito geográfico más restringido.
Actualmente se pueden visitar tres espacios: Museo de la piel, Curtiduría de "Cal Granotes" y "El hombre y el agua".

## Museo de la piel

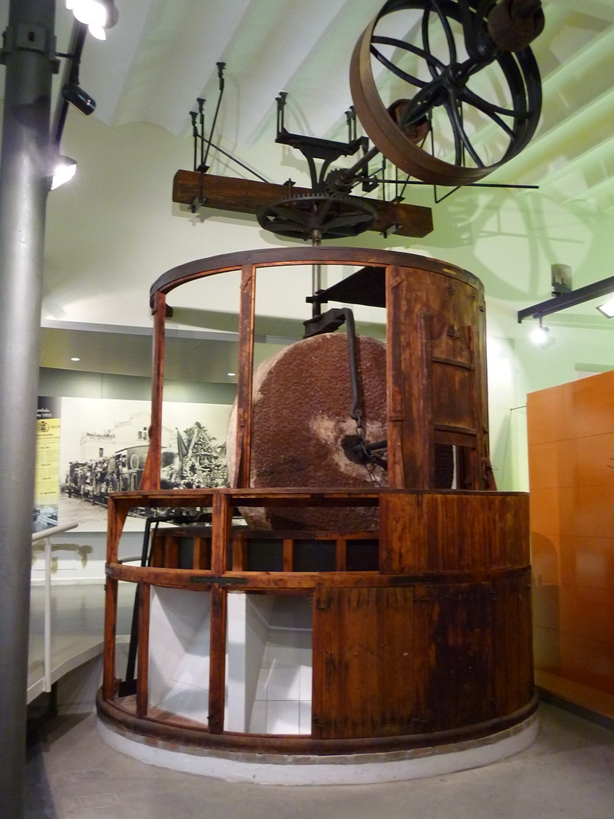
Museo de la Piel de Igualada. Foto de Joan Grífols.

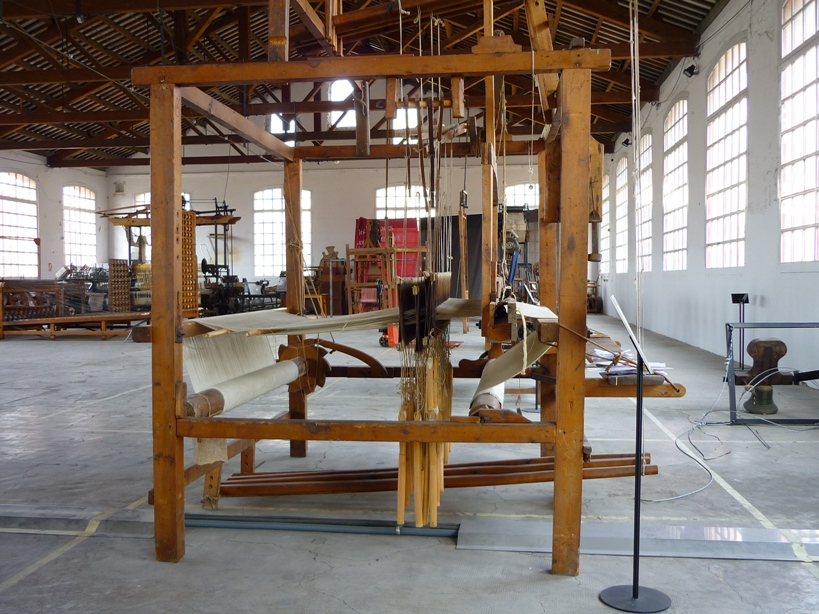
Telar en el Museo de la Piel de Igualada. Foto de Joan Grífols.

Situado en "Cal Boyer", constituye el pilar fundamental del museo. Por sus características y estructuración es un conjunto único, uno de los tres primeros de este tipo existentes en Europa.
Tres ámbitos configuran su discurso expositivo: la piel en la historia, un universo de piel y la industrialización. El primer ámbito presenta aspectos de la producción, el uso y el significado cultural de la piel en la civilización mediterránea, desde el pasado más remoto a épocas recientes. Se pueden contemplar temas como la piel en la prehistoria, la curtiduría entra en la historia, piel en los mundos de la antigua Grecia y antigua Roma, los pergaminos y la encuadernación en monasterios y cordobaneros y guadamecileros cortesanos, así como dos oficios tradicionales como el zapatero y el guarnicionero.
El segundo ámbito, "Un universo de piel" presenta temas monográficos relacionados con la piel: el deporte, la guerra, los viajes, los nómadas, sonidos y música, imágenes y tentaciones táctiles. Además de los correspondientes vídeos, presenta cinco módulos interactivos que muestran algunas de las propiedades de la piel: el tacto, el sonido, la resistencia, la impermeabilidad y el taladro.
El tercer espacio trata sobre la reciente evolución técnica de la producción de cuero, denominada industrialización de la piel o también "de las cubas a los bombos". Esta zona expositiva es la continuación natural del itinerario histórico que parte de "Cal Granotes", y supone el final del trayecto por el museo. Incluye tres situaciones: como se curtía en Igualada el año 1890, que supone la fase posterior a la fase artesanal de "Cal Granotes"; los inicios de una especialización con la primera generación de máquinas; y finalmente la fase industrial de la piel para suela que representa la definitiva implantación de la mecanización e ilustra su evolución, principalmente desde un punto de vista técnico, mostrando los procesos de producción, con la sustitución de los procedimientos antiguos de curtido en cubas por los modernos bombos de curtido, y el paso de un sistema rudimentario de trabajo, centrado en la habilidad individual y el esfuerzo manual, a un sistema avanzado de mecanización, basado en el uso de la electricidad.

## Curtiduría de "Cal Granotes"

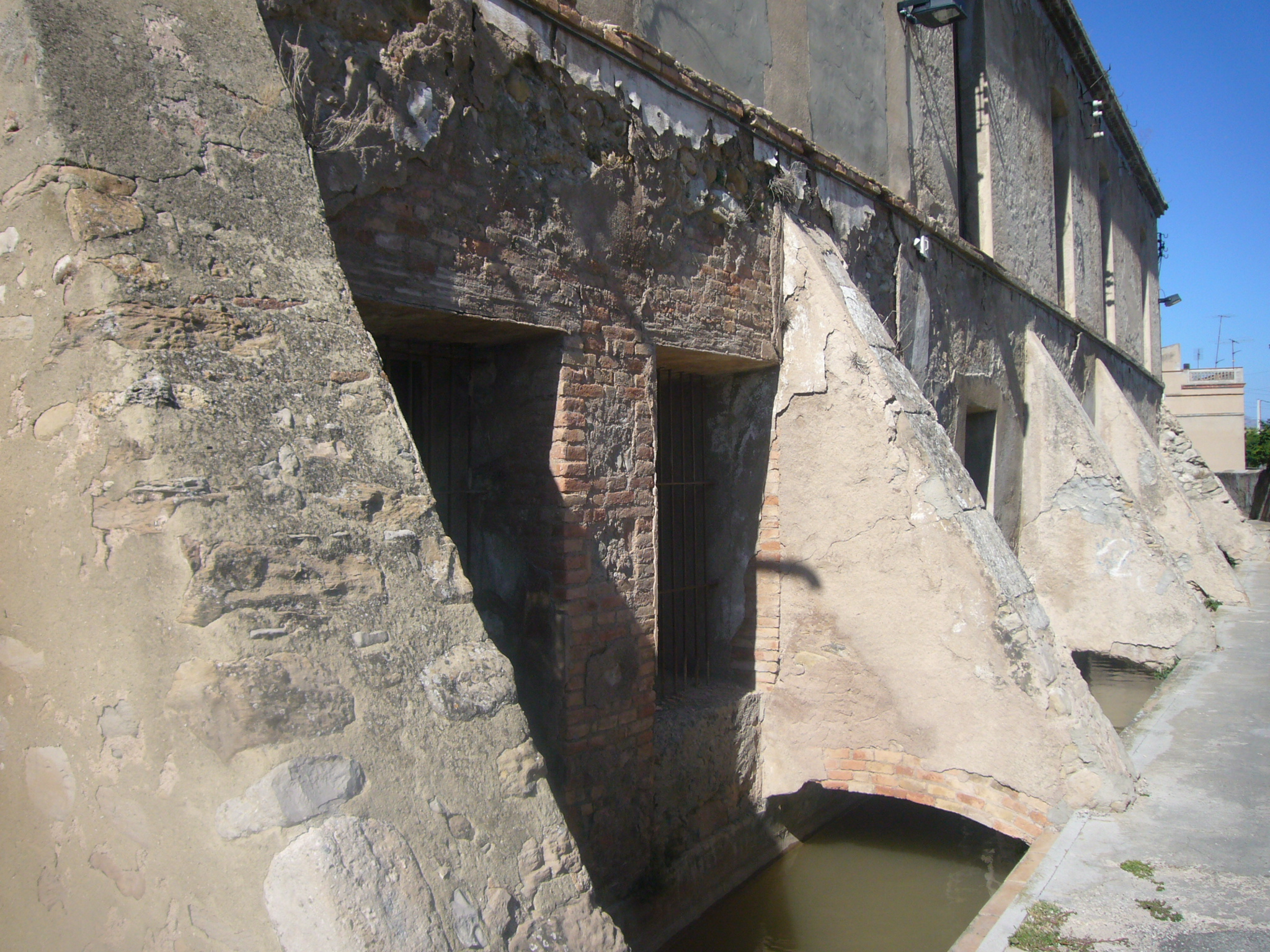
Curtiduría de "Cal Granotes" con contrafuertes encima de la acequia

La curtiduría de "Cal Granotes" es una realidad pionera en su género. Se abrió al público en diciembre de 1990. Se rehabilitó el edificio de una curtiduría que databa de principios del siglo XVIII, situado en pleno barrio curtidor, a orillas del "Rec" o acequia. El edificio conserva su distribución primitiva para mostrar los tres sistemas totalmente manuales y artesanales del curtido de pieles (piel gorda de vaca, buey…) antes de la mecanización: el curtido por el sistema de cosido del cuero, el sistema de marroquinería antigua y la marroquinería moderna. De todas formas es preciso entender la rehabilitación de este conjunto desde una perspectiva más amplia, ya que, aparte del interés puramente museístico se ha rehabilitado un edificio del "núcleo antiguo industrial de Igualada" localizado en su contexto y, al mismo tiempo, es recuperada para la ciudad una zona degradada urbanísticamente. A un centenar de metros de "Cal Granotes" se halla la fábrica textil de "Cal Boyer", sede central del museo.
En "Cal Granotes" se muestran las dos plantas típicas de una curtiduría: la planta baja o ribera, donde se llevaban a cabo los trabajos de preparación y curtido de las pieles; y la segunda planta o tendedor, donde los cueros perdían la humedad colgados de las características barras. Su producción iba destinada, fundamentalmente, a la elaboración de suela para zapatos. También se podía emplear para la confección de guarniciones de cuero para animales y carruajes tirados por caballerías, respaldos de sillas, y para la fabricación de correas de transmisión de las fábricas.
A principios del siglo XVIII los curtidores de Igualada abandonaron el recinto de las murallas medievales y establecieron las nuevas industrias cerca de una canalización de agua, llamada "Rec" o acequia, documentada ya en el siglo XII, empleada originalmente para hacer funcionar molinos de harina. El "Rec" tiene una longitud de 3.049 metros y recoge el agua del río Noya por medio de una esclusa.

## "El hombre y el agua"
"El hombre y el agua" es una exposición inaugurada en año 1991 con el objetivo de dar una visión de los diferentes aspectos del mundo del agua relacionados con nuestra sociedad. La temática se presenta en diversos apartados: elevación del agua, transporte, distribución doméstica del agua, ¿qué es el agua?, el agua y la salud y aprovechamiento económico del agua.
En este espacio perimetral de la sala se expone el discurso histórico. En el espacio central, se puede contemplar el canal de agua de características lúdico-didácticas con unos elementos que, colocados en el mismo canal, los pueden hacer funcionar los visitantes. El canal también sirve para enseñar la composición que da título a la sala. El montaje es flexible y permite ampliar el número de objetos expuestos.
La construcción museográfica es novedosa, tanto por lo que hace referencia a su estructura y diseño, como por su finalidad didáctica y lúdica. En 1992 esta sección fue galardonada con el primer premio Fomento de las Artes del Diseño de interiorismo, compitiendo con más de doscientos proyectos. Esta distinción fue otorgada en gran medida gracias al bajo coste de realización y el nivel de calidad y de comunicación logrados en esta sección.
La máquina de vapor y la noria, con la instalación de la máquina de vapor del "Cilindro" de Igualada, montaje museográfico dotado de movimiento, amplían uno de los temas desarrollados en la sección "El Hombre y el agua", concretamente el de la transformación del agua en energía y, al mismo tiempo, explicar la función de uno de los espacios de la antigua fábrica textil algodonera de "Cal Boyer", la sala de la máquina de vapor de la que disponía esta industria.
Se ha recuperado una noria de barro que funcionaba cerca de la acequia, empleada para elevar el agua a un nivel superior. Estaba abandonada y fue recuperada y restaurada.